# بانهوف
بانهوف (انگلیسی: Bahnhof) شرکت خدمات اینترنت سوئدی است، که در سال ۱۹۹۴ تأسیس شد.